# Meunasah Cut (Lhonga)
Meunasah Cut is een bestuurslaag in het regentschap Aceh Besar van de provincie Atjeh, Indonesië. Meunasah Cut telt 122 inwoners (volkstelling 2010).